# 广州农村商业银行

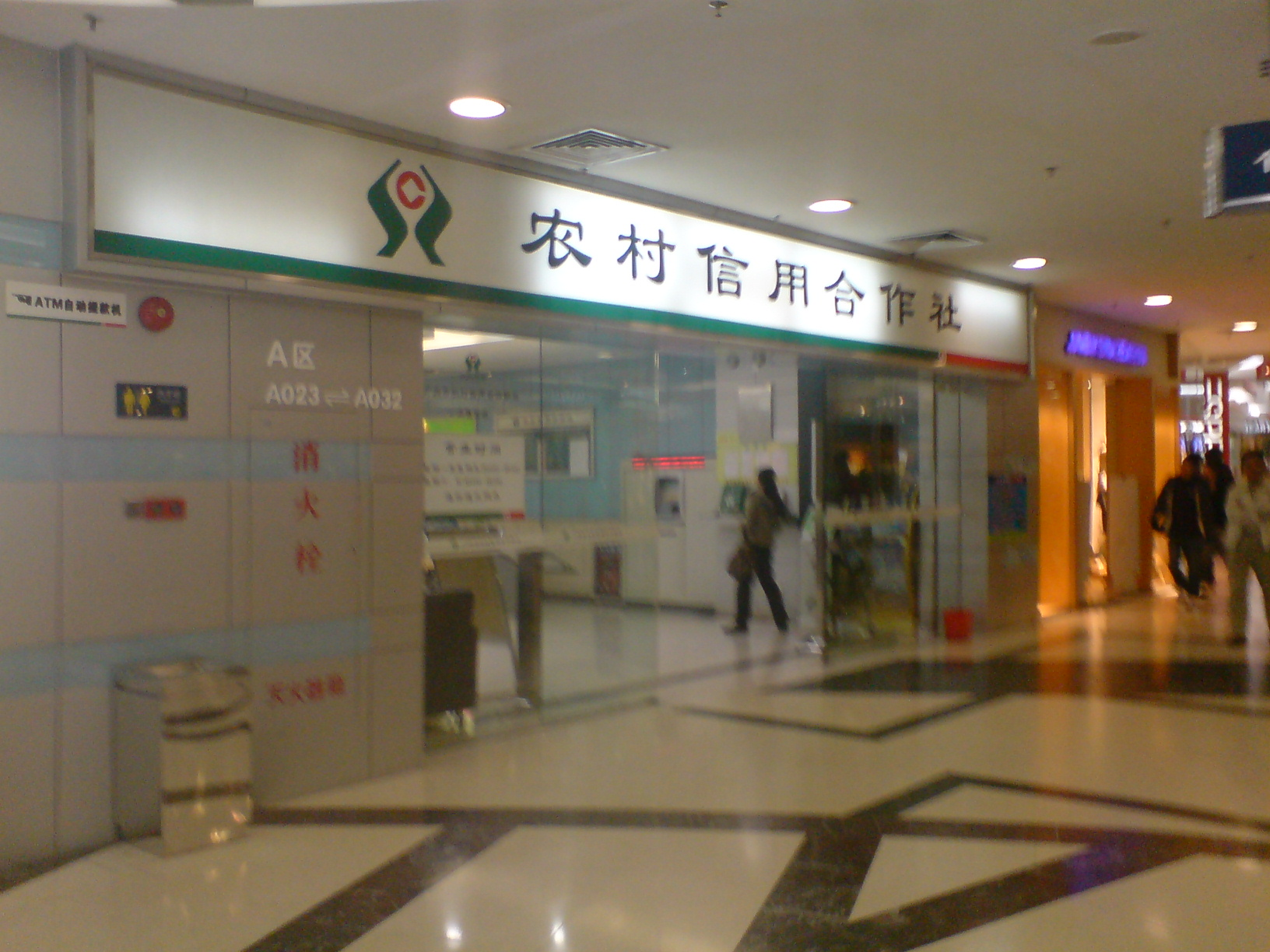
位于正佳广场内的原广州市农村信用合作联社正佳分社（现广州农商行正佳分行）

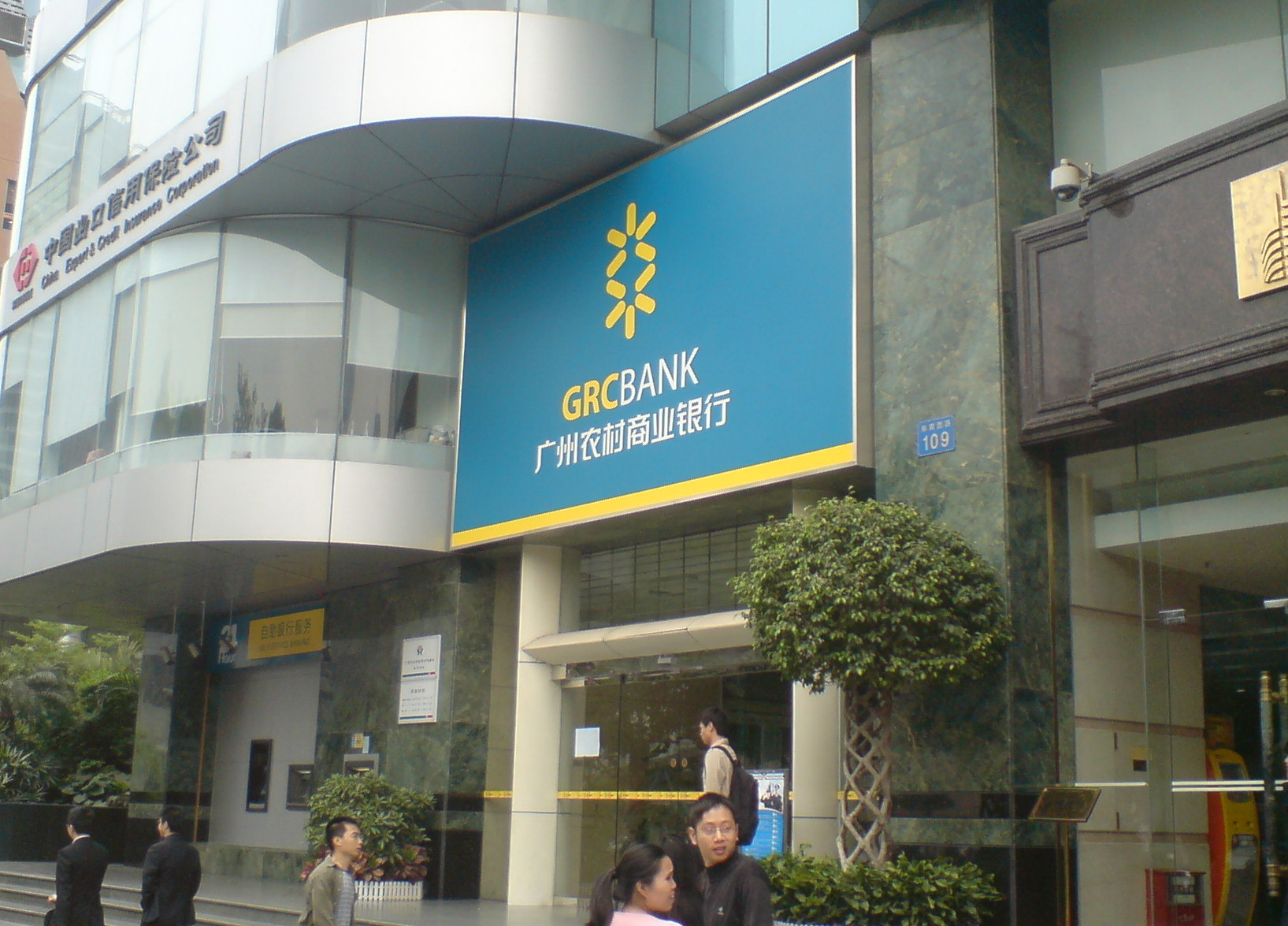
位于天河区体育西路的广州农村商业银行东沙支行

广州农村商业银行股份有限公司（港交所：1551），简称广州农商行，原称广州市农村信用合作联社或广州市农村信用合作社，其历史最远可追溯到1951年，是中華人民共和國广东省广州市的一家以本地为主、主要经营银行业务的金融机构。总部位于广州珠江新城华厦路1号的广州信合大厦（后搬至黄埔区科学城映日路9号）。1996年行社脱钩改革，农村信用社脱离中国农业银行的代管后而成为独立于农行的金融机构后，于1998年9月3日成立“广州市农村信用合作社联合社”，后逐步统一法人机构，2006年11月20日更名为“广州市农村信用合作联社”，2009年12月11日经中国银监会批准改制成股份有限公司，并更为现名。
据广州农村商业银行官方网页所述，目前广州农村商业银行总行内设21个部门，下辖373个支行，263个分理处，营业网点遍布广州城乡，网点数列广州地区银行同业首位。截至2009年11月末，各项存款余额1448亿元，贷款余额868亿元，业务规模位居中国农商行前三甲，在广州地区仅次于中国工、农、中、建四大国有商业银行。根据《广州农村商业银行股份有限公司开业公告》，其注册资本为人民币6,873,418,539元。

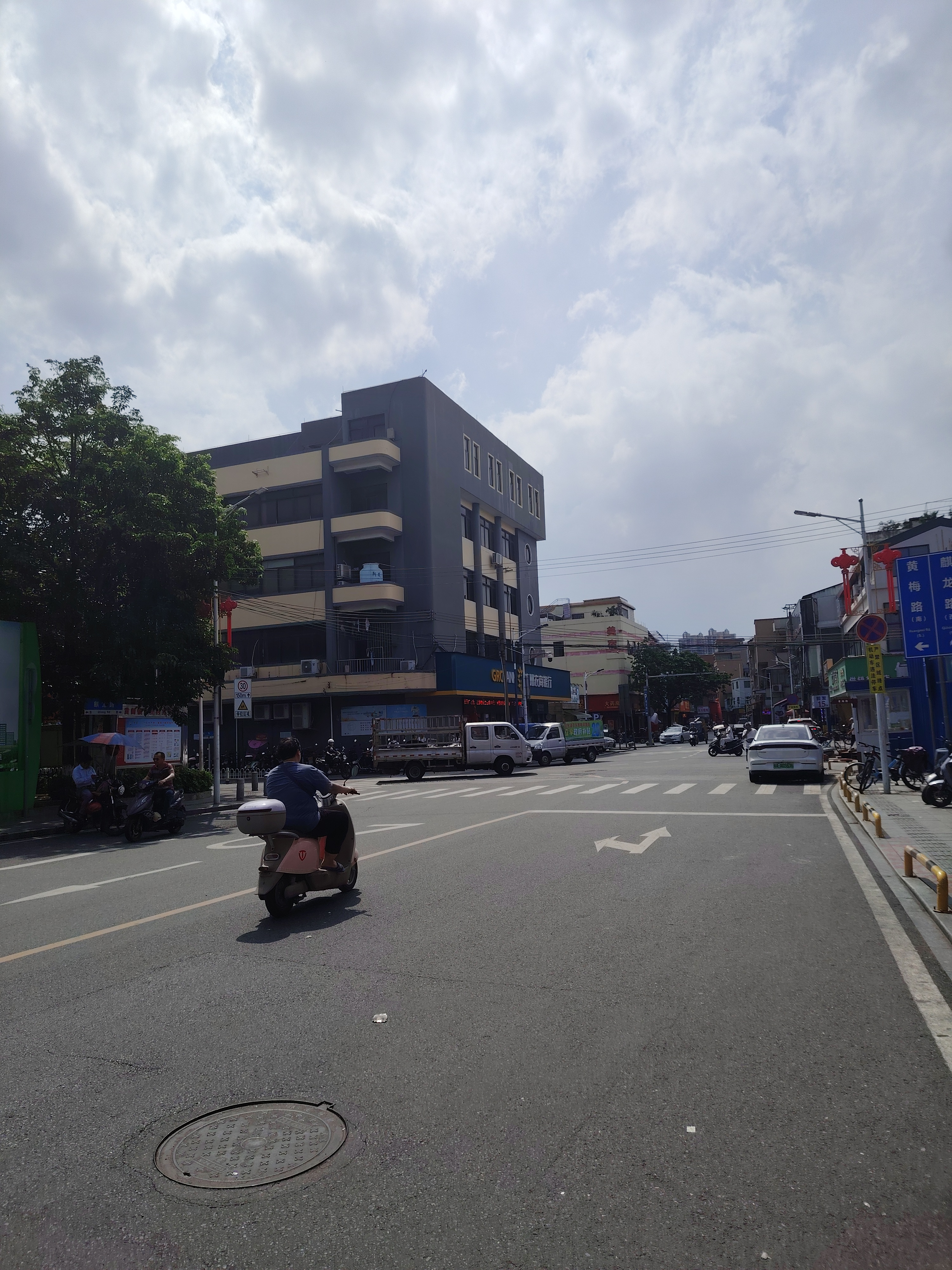
南沙黄阁支行

## 发展年表
- 2000年4月6日，加入广东银行同业公会。
- 2000年4月26日，广州农信社综合业务网络系统与广东银联互通。
- 2000年6月27日，发行麒麟储蓄卡，并开通通存通兑网络系统，2002年1月1日农信发行有“中国银联”标识的银联标准借记卡“麒麟卡”。
- 2002年4月1日，市农联社正式开办外汇业务。
- 2002年7月23日，广州农信在珠江新城举行新办公大楼广州信合大厦奠基。
- 2003年2月16日，开通银行卡跨行ATM自助转帐业务。
- 2004年3月21日，开通省辖通存通兑转帐业务。
- 2005年1月10日，广州农信社POS、ATM业务开通受理美国运通卡。
- 2005年1月20日，麒麟卡开通新加坡、泰国、韩国POS、ATM业务。
- 2005年11月7日，广州农信社迁入珠江新城新建办公楼广州信合大厦办公。
- 2007年1月8日，正式上线全国农信银系统银行汇票业务。
- 2007年1月23日，与E龙公司合作首次发行联名借记卡。
- 2007年11月20日，各项存款余额超1000亿。
- 2009年7月7日，经广东省人民政府批复同意，广州市人民政府启动了广州联社改制为农村商业银行的有关工作。
- 2009年11月18日， 中国银监会正式批准筹建广州农村商业银行。
- 2009年12月7日，中国银监会正式批准广州农村商业银行开业。
- 2013年12月 首家异地支行——河源东源支行正式开业。
- 2014年12月 首家异地分行——清远分行正式开业。

- 2014年12月 全资设立的珠江金融租赁有限公司正式开业，是广东省首家由农村商业银行控股的金融租赁公司。

- 2017年12月  跨省投资控股并参与改制的株洲珠江农村商业银行（原株洲县农信联社）正式挂牌开业。
- 2017年6月 在香港联交所主板正式挂牌上市，成为广州第一家上市的银行机构，也是广东第一家上市的地方性银行机构。
- 2018年4月19日，廣州金控聯同廣百集團，以15.12億港元，收購已破產海航集團所持2.95股H股的該行[4]。
- 2018年9月29日，广州农商银行总部由珠江新城信合大厦搬迁至黄埔区科学城映日路9号[1]。
- 2019年12月 广州农商银行信用卡中心正式成立并发行首批信用卡，广州农商银行成为全国首家获得信用卡专营牌照的农商银行。
- 2020年6月  由广州农商银行战略投资控股，改组的潮州农商银行、南雄农商银行、韶关农商银行全部挂牌开业。
- 2025年6月6月5日，广东金融监管局发布两则行政许可信息，同意广州农商行吸收合并中山东凤珠江村镇银行、东莞黄江珠江村镇银行。[5]同月22日 广州农商行举行2024年度股东大会，会议审议并批准吸收合并兴宁珠江村镇银行、鹤山珠江村镇银行、深圳坪山珠江村镇银行。[6]

## 下属机构

### 控股农商行
潮州农村商业银行
韶关农村商业银行
广东南雄农村商业银行
株洲珠江农村商业银行

### 珠江村镇银行

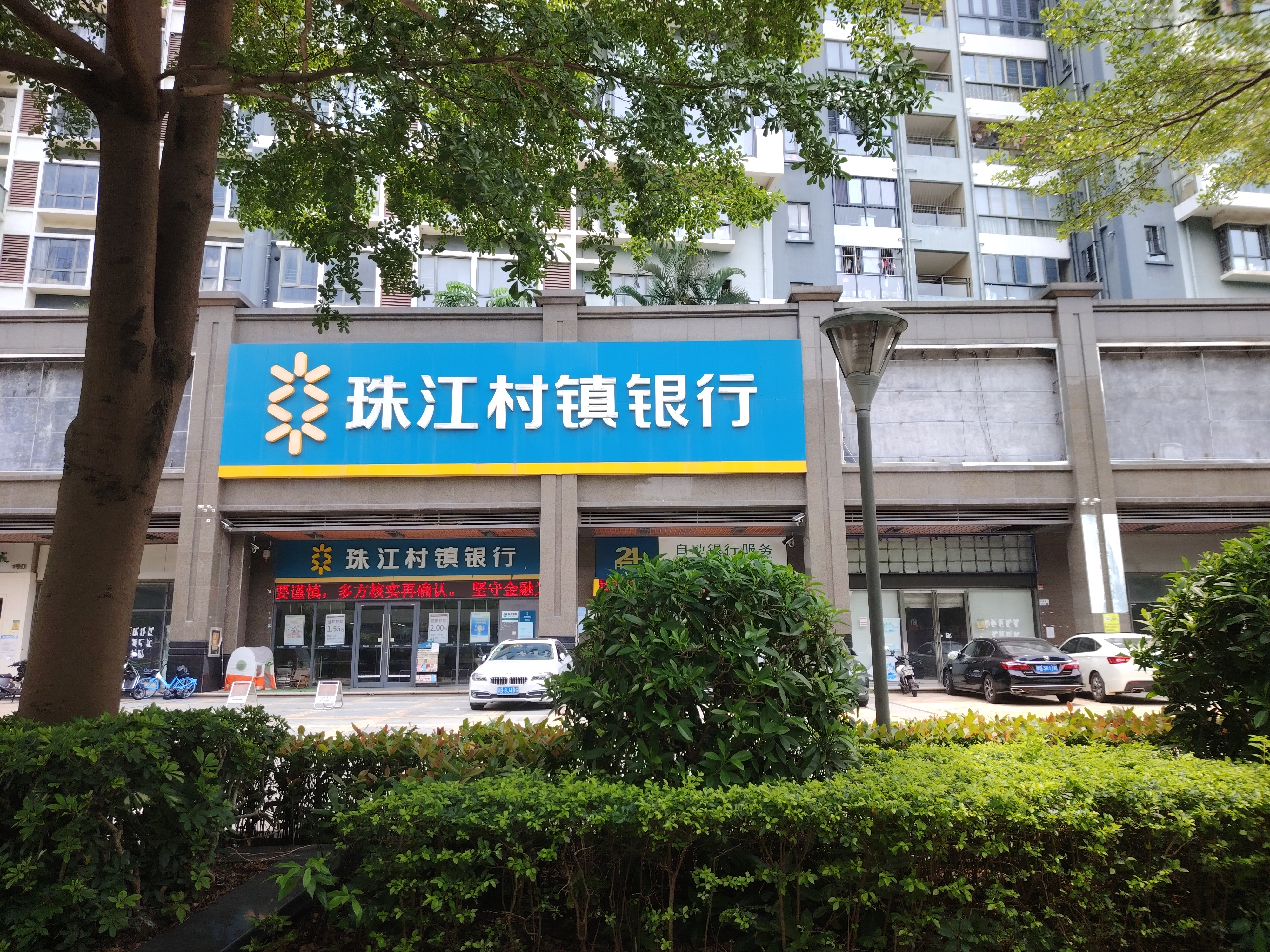
深圳坪山珠江村镇银行宝安支行

广东省：深圳坪山珠江村镇银行、中山东凤珠江村镇银行、三水珠江村镇银行
北京市：北京门头沟珠江村镇银行
辽宁省：大连保税区珠江村镇银行
山东省：青岛城阳珠江村镇银行、烟台福山珠江村镇银行、莱州珠江村镇银行
河南省:   郑州珠江村镇银行、 辉县珠江村镇银行、信阳珠江村镇银行
江苏省：苏州吴中珠江村镇银行、盱眙珠江村镇银行、启东珠江村镇银行
四川省：成都新津珠江村镇银行、广汉珠江村镇银行、彭山珠江村镇银行
湖南省：常宁珠江村镇银行
江西省：吉州珠江村镇银行